# 3012 Minsk
3012 Minsk este un asteroid din centura principală, descoperit pe 27 august 1979 de Nikolai Cernîh.